# Kent Harman
Kent Ove Harman, född 22 april 1943, är en svensk före detta fotbollsmålvakt, som 1969–1971 representerade Gais.
Harman värvades till Gais från Överås BK 1969, som ersättare för Leif Andersson som hade slutat. Han var ordinarie målvakt för Gais i allsvenskan 1969 och 1970, då Gais slutade sist. I division II 1971 inledde han som förstemålvakt, men då Gais under sommaren 1971 värvade danske Benno Larsen blev han petad. Totalt spelade Harman på tre säsonger i Gais 53 matcher innan han återvände till Överås till säsongen 1972.